# Енвил (Тенеси)
Енвил (енгл. Enville) град је у америчкој савезној држави Тенеси.

## Демографија
По попису из 2010. године број становника је 189, што је 41 (-17,8%) становника мање него 2000. године.
| Група             | 2000.       | 2010.       |
| Белци             | 221 (96,1%) | 178 (94,2%) |
| Афроамериканци    | 6 (2,6%)    | 5 (2,6%)    |
| Азијати           | 0 (0,0%)    | 0 (0,0%)    |
| Хиспаноамериканци | 3 (1,3%)    | 0 (0,0%)    |
| Укупно            | 230         | 189         |